# Маркшейдерська документація
Маркшейдерська документація (рос. маркшейдерская документация, англ. surveying documentation, нім. markscheiderische Dokumentation f) — номенклатура спеціально розроблених документів і формулярів (журнали, книги), а також графічних матеріалів (плани, розрізи, профілі і ін. графіки), які відображують результати кутових і лінійних вимірювань (маркшейдерських зйомок) на поверхні та в гірничих виробках. М.д. дає наочне, максимально повне і точне зображення виробок за їх станом на дату зйомки. Розрізняють обов'язкову та додаткову документації.
До складу обов'язкового комплексу М.д., який повинно мати кожне гірниче підприємство, входить первинна, обчислювальна і графічна документація. Додаткова пов'язана зі специфічними особливостями розробки родовища.